# سرگی پشنکو
سرگی پشنکو Serghei Paşcenco بازیکن  تیم شریف مولداوی   است .همچنین وی مشغول به فوتبال در لیگ برتر ایران در تیم ملوان بندر انزلی  زیر نظر مربی دروازه بان  ایرانی خود مهدی کسراجم بوده.

## زندگینامه
سرگی پشنکو متولد میلادی ۱۹۸۲/۱۲/۱۸ در کشور مولداوی است. وی در پست دروازه بان به فوتبال می‌پردازد. شماره پیراهن وی ۲۲ در فصل ۹۲_۹۱ به عضویت باشگاه Malavan F.C. درآمد.

### دروازه بان خارجی بعد از ۴۵ سال
باشگاه سپاهان طی ۴۵ سال برای اولین بار اقدام به خرید دروازه بان خارجی کرده است.